# 石井忠時
石井 忠時（いしい ただとき）は、戦国時代から安土桃山時代にかけての武将。肥前国の戦国大名龍造寺氏の重臣。肥前国佐嘉郡飯盛城主。のちの佐賀藩独礼石井伊予守家の2代当主。
龍造寺隆信・政家および鍋島直茂・勝茂に仕えた。
佐賀藩祖鍋島直茂の正室で、初代藩主鍋島勝茂の生母である陽泰院の従兄にあたる。

## 生涯
千葉興常および龍造寺家兼・隆信の重臣であった佐嘉郡飯盛城主石井和泉守忠清の三男伊予守忠信（一幽軒）の嫡男として誕生した。諱は「定時」とも。
広橋一祐軒、勝屋勝一軒とともに、龍家三軒の一人である父忠信（一幽軒）は、元亀元年（1570年）の今山の戦いで、鍋島直茂の奇襲部隊に逸早く馳せ参じた武勇の将である。
龍造寺隆信に長く仕え、90町の領地を賜る。
天正12年（1584年）、沖田畷の戦いで宗家の石井大膳亮信易・四郎左衛門信忠兄弟が戦死した後は、宗家に連なる重鎮として一族の団結に努めた。
嫡男は孫左衛門尉重次。子孫は佐賀藩士となり、鍋島氏に仕えて、独礼の家格で遇されている。次男三右衛門尉忠易は、信易の婿となり、石井氏の宗家（石井嫡男家、和泉守家、嫡流家）を相続した。

## 系譜
①石井忠信（伊予守、一幽軒、石井忠清三男）―②忠時（肥後守）―③重次（孫左衛門）―④定吉（源右衛門入道宗源）―⑤利之（喜左衛門）―⑥尚政（孫左衛門）―⑦栄久（清左衛門）＝⑧全延（川瀬氏、清左衛門）＝⑨忠邑（石井新五左衛門忠英三男、五郎太夫）―⑩忠雄（行馬）―⑪忠昶（昌太夫）―⑫忠貫（昌太夫）